# Olympische Sommerspiele 1912
| Medaillenspiegel               | Medaillenspiegel   | Medaillenspiegel | Medaillenspiegel | Medaillenspiegel | Medaillenspiegel |
| Platz                          | Land               | G                | S                | B                | Ges.             |
| ------------------------------ | ------------------ | ---------------- | ---------------- | ---------------- | ---------------- |
| 01                             | Vereinigte Staaten | 25               | 19               | 19               | 63               |
| 02                             | Schweden           | 24               | 24               | 17               | 65               |
| 03                             | Großbritannien     | 10               | 15               | 16               | 41               |
| 04                             | Finnland           | 9                | 8                | 9                | 26               |
| 05                             | Frankreich         | 7                | 4                | 3                | 14               |
| 06                             | Deutsches Reich    | 5                | 13               | 7                | 25               |
| 07                             | Südafrika          | 4                | 2                | —                | 6                |
| 08                             | Norwegen           | 4                | 1                | 4                | 9                |
| 09                             | Ungarn             | 3                | 2                | 3                | 8                |
| 10                             | Kanada             | 3                | 2                | 3                | 8                |
| …                              | …                  | …                | …                | …                | …                |
| 17                             | Österreich         | —                | 2                | 2                | 4                |
| Vollständiger Medaillenspiegel |                    |                  |                  |                  |                  |

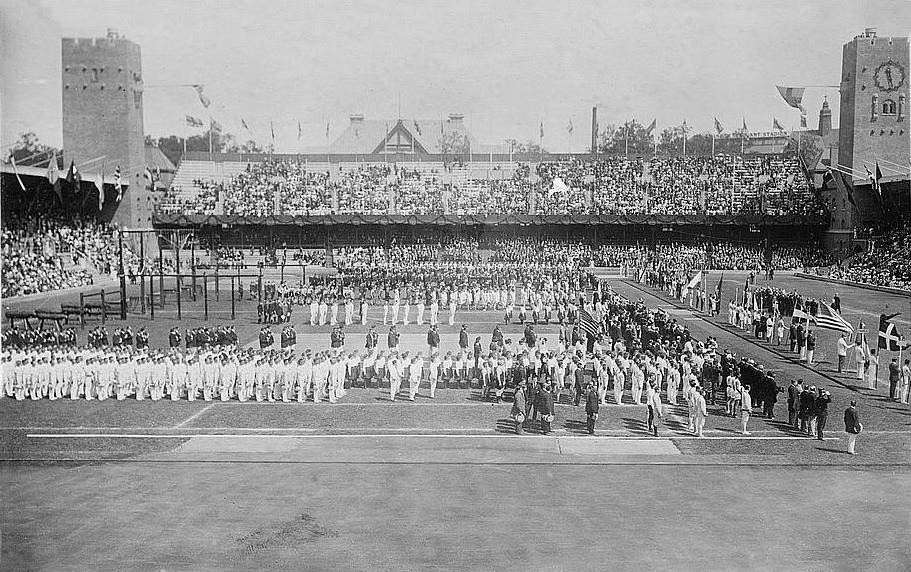
Eröffnung der Spiele im Stockholmer Stadion

Die Olympischen Sommerspiele 1912 (offiziell Spiele der V. Olympiade genannt) fanden vom 5. Mai bis zum 27. Juli 1912 in Stockholm, Schweden, statt. Andere Bewerberstädte gab es nicht.
Nach zum Teil chaotischen Verhältnissen während der Olympischen Spiele von 1900, 1904 und 1908 setzte Stockholm den Maßstab für die zukünftigen Austragungen. Erstmals kamen elektronische Zeitmessung und Zielfotografie zum Einsatz. Offiziell waren allerdings weiterhin und lange noch die per Hand gestoppten Zeiten, die Elektronik diente v. a. der Kontrolle und Sicherheit bei z. B. Ausfall von Uhren. Die Zielfotografie dagegen wurde offiziell zurate gezogen und entschied im 1500-Meter-Lauf über den endgültigen Ausgang.

## Wahl des Austragungsortes
Nach den Olympischen Sommerspielen 1908 gab es erstmals Überlegungen über eine Austragung in Stockholm. Zu dem Zeitpunkt waren zwei Schweden Mitglieder des IOC: Viktor Balck und Clarence von Rosen. Die beiden traten an den schwedischen Leichtathletik- und Turnverband heran, um sich dort die nötige Unterstützung für eine Bewerbung zu sichern. Die nationalen Verbände sagten am 18. April 1909 ihre Unterstützung zu, sofern finanzielle Unterstützung vorhanden wäre. König Gustav V. unterstützte die Bewerbung zusätzlich, nachdem am 6. Mai 1909 ein vorläufiger Finanzierungsplan veröffentlicht worden war, der die Kosten der Spiele auf 415.000 Kronen (23.050 Pfund bzw. 115.250 Dollar) bezifferte.
Die Regierung unterstützte die Bewerbung nach der Zusage des schwedischen Königs ebenfalls. Bei einem Treffen des IOCs am 28. Mai in Berlin sicherten die schwedischen Abgesandten zu, dass die finanziellen Rahmenbedingungen für die Spiele in Stockholm gesichert seien. Mit den deutschen IOC-Mitgliedern, die um eine Vergabe der Spiele nach Berlin bemüht waren, wurde eine Abmachung getroffen, dass Berlin die Spiele vier Jahre später zugesprochen werden. IOC-Präsident Pierre de Coubertin sprach bei dem Treffen seine Bedenken gegen die Wahl Schwedens aus, da es bereits bei der Vergabe der Spiele 1908 zu Problemen gekommen war, als der italienischen Hauptstadt Rom aus diversen Gründen die Spiele entzogen wurden und sie neu an die britische Hauptstadt London vergeben werden mussten. Er betonte in seiner Ansprache ebenfalls, dass der Sport in den Vordergrund rücken, dieser mehr in Einklang mit klassischen und künstlerischen Anforderungen stehen müsse, und dass es würdevollere, vor allem nicht teure Spiele sein sollten. Stockholm als einzigem Bewerber wurde die Austragung der Spiele zugesprochen.

## Organisation
Die Nachricht über die Vergabe der Olympischen Spiele 1912 an Stockholm wurde in Schweden sehr positiv aufgenommen. Das Organisationskomitee nahm sich die Worte von de Coubertin zu Herzen und zielte bei der Planung darauf ab, die Bereiche zu verbessern, die die letzten Spiele, von den Zwischenspielen 1906 in Athen mal abgesehen, in vielen Bereichen nicht zum Erfolg führten. Das Organisationskomitee wurde im Herbst 1909 mit Viktor Balck als Präsidenten gegründet. Das Komitee traf sich erstmals am 7. Oktober und verteilten am 11. Oktober die genaue Durchführung der einzelnen Disziplinen an Ausschüsse der jeweiligen nationalen Dachverbände. Moderner Fünfkampf, Schießen und Reiten spielten insofern eine Ausnahme, dass diese Wettbewerbe von Prinz Carl von Schweden organisiert wurden. Allerdings gab es hier im Vorfeld einige Diskussionen, da die schwedischen Vorstellungen und die Coubertins deutlich verschieden waren. Schließlich einigte man sich auf entsprechende Kompromisse. Zusammengenommen waren 187 Personen an den jeweiligen Ausschüssen beteiligt.
Die offiziellen Einladungen zur Teilnahme an den Spielen wurden am 18. November an 27 Länder verschickt, entweder direkt oder über die jeweiligen Mitglieder im IOC. Bei weiteren 15 Nationen gestaltete sich die Einladung für die Organisation schwieriger, da es keine IOC-Vertreter in den jeweiligen Ländern gab. Daher verschickte man an die jeweiligen Sportverbände zunächst Anfragen und verschickte ebenfalls an diese Einladungen, nachdem diese ihr Interesse bekundeten. Etwa 61.800 Anmeldeformulare wurden gedruckt und an die verschiedenen Länder geschickt.
Der Transport der Ausrüstung war kostenlos für die eingeladenen Länder, Sportler und Delegierte erhielten 50 % Ermäßigung auf Fahrkarten der staatlichen Eisenbahn. Während der Spiele erschien eine olympische Tageszeitung in englischer und schwedischer Sprache. Weitere Aktivitäten im Rahmen der Olympischen Spiele waren ein Lustgarten im Norden des Olympiastadions; einige überdachte Tennisplätze wurden zu Restaurants umgebaut.

## Vorbereitung der Schwedischen Mannschaft
Bei den Olympischen Spielen im eigenen Land wollte Schweden möglichst gut aussehen, um vor allem gegenüber den Nachbarn Norwegen und Finnland zu glänzen sowie die Überlegenheit der Schwedischen Gymnastik gegenüber dem Sport zu demonstrieren. Durch das Einmischen des amerikanischen Präsidenten Theodore Roosevelt in die Olympischen Spiele 1908 waren zudem die Spiele so politisiert, dass es wichtig wurde zu gewinnen. Schweden umging die Amateurbedingungen der Zeit, indem es die Männermannschaft (sofern die Männer interessiert waren) zu sechs Monaten Wehrdienst einzog und insofern den Staatsamateur erfand.

## Eröffnungsfeier
Die fünften Spiele wurden am 6. Juli 1912 eröffnet. Die königliche Familie aus Schweden verließ ihren Palast um 10:40 Uhr und wurde bei ihrer Ankunft im Olympiastadion von den IOC-Mitgliedern begrüßt. Die Athleten hatten sich bereits auf einer freien Fläche in der Nähe des Stadions versammelt. Sie marschierten in Reihenfolge des schwedischen Alphabetes ein, das schwedische Team zuletzt. Entgegen der heutigen Tradition führten die Griechen den Einmarsch der Nationen nicht an.
Eine Hymne wurde gesungen, ein traditioneller Gesang wurde vorgetragen und es wurde auf Englisch und Schwedisch gebetet. König Gustav V. eröffnete offiziell die Spiele, danach erklang eine Fanfare und der Kronprinz ließ den König hochleben. Die Athleten verließen das Stadion nach Nationen geordnet und beendeten somit die Feierlichkeiten.

## Veranstaltungsorte
Bei den Olympischen Spielen 1912 wurden zwölf Sportstätten genutzt. Dies was das erste Mal, dass mehr als ein Austragungsort für das Fußballturnier genutzt wurde.
| Veranstaltungsort                        | Sportart                                                                                |
| ---------------------------------------- | --------------------------------------------------------------------------------------- |
| Barkarby                                 | Moderner Fünfkampf (Reiten)                                                             |
| Djurgårdsbrunnsviken                     | Wasserspringen, Moderner Fünfkampf (Schwimmen), Rudern, Schwimmen, Wasserball           |
| Fältrittklubben                          | Reiten                                                                                  |
| Kaknäs <\| Moderner Fünfkampf (Schießen) |                                                                                         |
| Liljeholmen                              | Radsport, Reiten                                                                        |
| Lindarängen                              | Reiten                                                                                  |
| Mälaren                                  | Radsport                                                                                |
| Nynäshamn                                | Segeln                                                                                  |
| Östermalms IP                            | Moderner Fünfkampf (Fechten), Pferdesport, Fechten, Tennis (Freiplatz)                  |
| Råsunda Idrottsplats                     | Fußball, Schießen                                                                       |
| Olympiastadion Stockholm                 | Moderner Fünfkampf (Laufen), Reiten, Fußball, Leichtathletik, Turnen, Tauziehen, Ringen |
| Tennispaviljongen                        | Tennis (Halle)                                                                          |
| Tranebergs Idrottsplats                  | Fußball                                                                                 |

## Teilnehmer

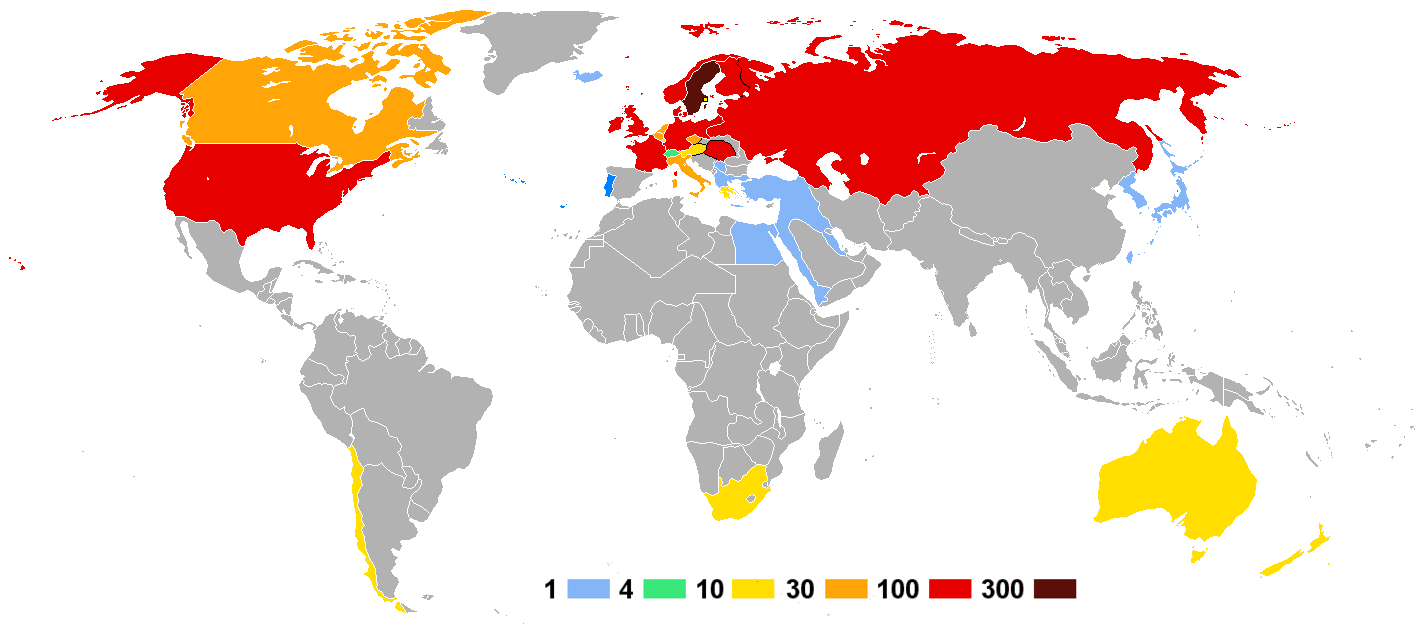
Anzahl der Athleten

An den Spielen haben 28 Mannschaften teilgenommen. Österreich protestierte gegen die gleichberechtigte Teilnahme einer böhmischen Mannschaft, ebenso Russland gegen Finnland. Als Kompromiss wurden neben der österreichischen bzw. russischen Flagge eine kleinere böhmische bzw. finnische Fahne gezeigt.
| Europa (2.130 Athleten aus 21 Nationen)                                                                                       | Europa (2.130 Athleten aus 21 Nationen)                                                                                         | Europa (2.130 Athleten aus 21 Nationen)                                                                                 |
| --- | --- | --- |
| - Belgien (36) - Böhmen (39) - Dänemark (152) - Deutsches Reich (187) - Finnland (164) - Frankreich (112) - Griechenland (22) | - Großbritannien (279) - Island (2) - Italien (68) - Luxemburg (21) - Niederlande (33) - Norwegen (191) - Osmanisches Reich (2) | - Österreich (85) - Portugal* (6) - Russisches Reich (159) - Schweden (444) - Schweiz (1) - Serbien* (2) - Ungarn (119) |
| Amerika (224 Athleten aus 3 Nationen)                                                                                         | | |
| - Chile (14) | - Kanada (36) | - Vereinigte Staaten (174)                                                                                              |
| Ozeanien (26 Athleten aus 1 Nation)                                                                                           | | |
| - Australasien (26) | | |
| Afrika (22 Athleten aus 2 Nationen)                                                                                           | | |
| - Ägypten* (1) | - Südafrikanische Union (21) | |
| Asien (2 Athleten aus 1 Nation)                                                                                               | | |
| - Japan* (2) | | |
| (Anzahl der Athleten) *erstmalige Teilnahme bei Spielen                                                                       | | |

## Wettkampfprogramm
Es wurden 102 Wettbewerbe (91 für Männer, 5 für Frauen, 2 Mixed-Wettbewerbe und 4 offene Wettbewerbe) in 14 Sportarten/18 Disziplinen ausgetragen. Das waren 7 Wettbewerbe und 8 Sportarten/6 Disziplinen weniger als in London 1908. Nachfolgend die Änderungen im Detail:
- Bogenschießen (3 Wettkämpfe), Boxen (5 Wettkämpfe), Eiskunstlauf (4 Wettkämpfe), Hockey (1 Wettkampf), Polo (1 Wettkampf) und Rugby Union (1 Wettkampf) fehlten im olympischen Programm in Stockholm 1912.
- Im Fechten wurde Florett Einzel für Männer wieder eingeführt.
- Jeu de Paume (1 Wettkampf), Lacrosse (1 Wettkampf), Motorbootsport (3 Wettkämpfe) und Rackets (2 Wettkämpfe) wurden aus dem olympischen Programm gestrichen.
- In der Leichtathletik erweiterten die 10.000 m, 4 × 100-m-Staffel, 4 × 400-m-Staffel, Zehnkampf, Crosslauf, Crosslauf Mannschaft, Kugelstoßen (beidhändig), Diskuswurf (beidhändig), Speerwurf (beidhändig) und Fünfkampf für Männer das Programm – darüber hinaus ersetzten die 5000 m die 5 Meilen, der 3000-m-Mannschaftslauf den 3-Meilen-Mannschaftslauf. Es entfielen die 400 m Hürden, 3200 m Hindernis, olympische Staffel, 3500-m-Gehen, 10-Meilen-Gehen, Diskuswurf (antiker Stil) und Speerwurf (Freistil) für Männer.
- Der von Pierre de Coubertin erfundene Moderne Fünfkampf wurde ins olympische Programm aufgenommen.
- Der Radsport war mit der Disziplin Straßenradsport (Einzelzeitfahren und Mannschaftsfahren) im Programm. Der Bahnradsport (7 Wettkämpfe) fehlte.
- Der Reitsport war wieder im olympischen Programm. Neu waren die Disziplinen Springreiten mit der Mannschaft, Dressur mit dem Einzel und Vielseitigkeitsreiten mit dem Einzel und der Mannschaft – im Springreiten wurde die Einzelwertung wieder eingeführt.
- Beim Ringen wurde das Federgewicht in der Disziplin griechisch-römisch hinzugefügt – die Disziplin Freistil (5 Wettkämpfe) fehlte in Stockholm 1912.
- Im Rudern wurde das Programm durch den Vierer mit Steuermann (Dollengigs) für Männer erweitert – der Vierer mit Steuermann ersetzte den Vierer ohne Steuermann für Männer – hingegen fehlte der Zweier ohne Steuermann.
- Im Schießen erweiterten das Armeegewehr beliebige Position 600 m, Kleinkalibergewehr liegend 50 m, Kleinkalibergewehr bewegliches Ziel Mannschaft und die Armeepistole 30 m Mannschaft das Programm der Männer – das Armeegewehr 4 Distanzen Mannschaft ersetzte das Armeegewehr 6 Distanzen Mannschaft – Schnellfeuerpistole und der Einzel- und der Mannschaftswettkampf in Armeegewehr Dreistellungskampf 300 m wurden wieder hinzugefügt – hingegen entfielen Freies Gewehr Dreistellungskampf 300 m, Freies Gewehr Dreistellungskampf 300 m Mannschaft, Freies Gewehr 1000 Yards, Kleinkalibergewehr festes Ziel, Kleinkalibergewehr bewegliches Ziel.
- Debüt der Frauen im Schwimmen mit 100 m Freistil und 4 × 100-m-Freistilstaffel – die 400 m Brust für Männer wurden hinzugefügt.
- Debüt der Frauen im Wasserspringen mit Turmspringen 10 m – das Turmspringen einfach wurde für die Männer ins Programm genommen.
- Im Segeln erweiterte die offene Bootsklasse 10-m-Klasse das Programm – es fehlte die 7-m-Klasse in Stockholm 1912.
- Beim Tennis erweiterte das Mixed Doppel in der Halle das Programm.
- Im Gerätturnen kamen die Mehrkampfturnwettbewerbe Freies System und Schwedisches System für Männer ins Programm.

### Olympische Sportarten/Disziplinen
- Fechten Gesamt (5) = Männer (5)
- Fußball Gesamt (1) = Männer (1)
- Leichtathletik Gesamt (30) = Männer (30)
- Moderner Fünfkampf Gesamt (1) = Männer (1)
- Radsport Gesamt (2) = Männer (2)
- Reiten
  -  Dressur Gesamt (1) = Männer (1)
  -  Springen Gesamt (2) = Männer (2)
  -  Vielseitigkeit Gesamt (2) = Männer (2)
- Ringen Gesamt (5) = Männer (5)
- Rudern Gesamt (4) = Männer (4)
- Schießen Gesamt (18) = Männer (18)
- Schwimmsport
  -  Schwimmen Gesamt (9) = Männer (7)/Frauen (2)
  -  Wasserball Gesamt (1) = Männer (1)
  -  Wasserspringen Gesamt (4) = Männer (3)/Frauen (1)
- Segeln Gesamt (4) = Offen (4)
- Tauziehen Gesamt (1) = Männer (1)
- Tennis Gesamt (8) = Männer (4)/Frauen (2)/Mixed (2)
- Turnen Gesamt (4) = Männer (4)

Anzahl der Wettkämpfe in Klammern
Fechten
Nachdem das Florettfechten bereits 1908 als Demonstrationssportart aufgetreten war, wurde es nun offizieller Bestandteil der Olympischen Spiele. Nedo Nadi und Pietro Speciale aus Italien holten die Gold- bzw. Silbermedaille, Richard Verderber aus Österreich belegte den dritten Platz.
Sowohl im Degen-, wie auch im Säbelfechten fanden Einzel- und Teamwettbewerbe statt. Beim Degenfechten holte Belgien die Goldmedaille, während Großbritannien den zweiten Platz und die Niederlande den dritten Platz belegten. Mit Paul Anspach schaffte es ebenfalls ein Belgier zum Olympiasieger. Ivan Osiier aus Dänemark holte sich die Silbermedaille und mit Philippe Le Hardy de Beaulieu schaffte es ein weiterer Belgier auf das Treppchen, er hat allerdings nicht am Mannschaftswettbewerb teilgenommen.
Der Teamwettbewerb im Säbelfechten wurde von Ungarn dominiert. Den zweiten Platz belegte Österreich und die Bronzemedaille gewann die Niederlande. Im Einzelwettbewerb waren die Athleten aus Ungarn ebenfalls die dominierende Nation. Olympiasieger wurde Jenő Fuchs, gefolgt von Béla Békessy und Ervin Mészáros.

### Zeitplan
| Zeitplan                  | Zeitplan           | Zeitplan | Zeitplan | Zeitplan | Zeitplan | Zeitplan | Zeitplan | Zeitplan | Zeitplan | Zeitplan | Zeitplan | Zeitplan | Zeitplan | Zeitplan | Zeitplan | Zeitplan | Zeitplan | Zeitplan | Zeitplan | Zeitplan | Zeitplan | Zeitplan | Zeitplan | Zeitplan | Zeitplan | Zeitplan | Zeitplan | Zeitplan | Zeitplan | Zeitplan | Zeitplan | Zeitplan | Zeitplan | Zeitplan | Zeitplan | Zeitplan           |
| Disziplin                 | Disziplin          | So. 5.   | Mo. 6.   | Di. 7.   | Mi. 8.   | Do. 9.   | Fr. 10.  | Sa. 11.  | So. 12.  | ...      | Fr. 28.  | Sa. 29.  | So. 30.  | Mo. 1.   | Di. 2.   | Mi. 3.   | Do. 4.   | Fr. 5.   | Sa. 6.   | So. 7.   | Mo. 8.   | Di. 9.   | Mi. 10.  | Do. 11.  | Fr. 12.  | Sa. 13.  | So. 14.  | Mo. 15.  | Di. 16.  | Mi. 17.  | Do. 18.  | Fr. 19.  | Sa. 20.  | So. 21.  | Mo. 22.  | Ent- schei- dungen |
| Disziplin                 | Disziplin          | Mai      | Mai      | Mai      | Mai      | Mai      | Mai      | Mai      | Mai      | Mai      | Juni     | Juni     | Juni     | Juli     | Juli     | Juli     | Juli     | Juli     | Juli     | Juli     | Juli     | Juli     | Juli     | Juli     | Juli     | Juli     | Juli     | Juli     | Juli     | Juli     | Juli     | Juli     | Juli     | Juli     | Juli     | Ent- schei- dungen |
| ------------------------- | ------------------ | -------- | -------- | -------- | -------- | -------- | -------- | -------- | -------- | -------- | -------- | -------- | -------- | -------- | -------- | -------- | -------- | -------- | -------- | -------- | -------- | -------- | -------- | -------- | -------- | -------- | -------- | -------- | -------- | -------- | -------- | -------- | -------- | -------- | -------- | ------------------ |
| Eröffnungsfeier           |                    |          |          |          |          |          |          |          |          |          |          |          |          |          |          |          |          |          |          |          |          |          |          |          |          |          |          |          |          |          |          |          |          |          |          |                    |
| Fechten                   | Fechten            |          |          |          |          |          |          |          |          |          |          |          |          |          |          |          |          |          |          |          | 1        |          | 1        |          |          | 1        |          | 1        |          |          | 1        |          |          |          |          | 5                  |
| Fußball                   | Fußball            |          |          |          |          |          |          |          |          |          |          |          |          |          |          |          | 1        |          |          |          |          |          |          |          |          |          |          |          |          |          |          |          |          |          |          | 1                  |
| Leichtathletik            | Leichtathletik     |          |          |          |          |          |          |          |          |          |          |          |          |          |          |          |          |          |          | 2        | 4        | 2        | 3        | 4        | 3        | 4        | 3        | 5        |          |          |          |          |          |          |          | 30                 |
| Moderner Fünfkampf        | Moderner Fünfkampf |          |          |          |          |          |          |          |          |          |          |          |          |          |          |          |          |          |          |          |          |          |          |          | 1        |          |          |          |          |          |          |          |          |          |          | 1                  |
| Radsport                  | Radsport           |          |          |          |          |          |          |          |          |          |          |          |          |          |          |          |          |          |          | 2        |          |          |          |          |          |          |          |          |          |          |          |          |          |          |          | 2                  |
| Reitsport                 | Dressur            |          |          |          |          |          |          |          |          |          |          |          |          |          |          |          |          |          |          |          |          |          |          |          |          |          |          | 1        |          |          |          |          |          |          |          | 1                  |
| Reitsport                 | Springen           |          |          |          |          |          |          |          |          |          |          |          |          |          |          |          |          |          |          |          |          |          |          |          |          |          |          |          | 1        | 1        |          |          |          |          |          | 2                  |
| Reitsport                 | Vielseitigkeit     |          |          |          |          |          |          |          |          |          |          |          |          |          |          |          |          |          |          |          |          |          |          |          |          |          |          |          |          | 2        |          |          |          |          |          | 2                  |
| Ringen                    | Ringen             |          |          |          |          |          |          |          |          |          |          |          |          |          |          |          |          |          |          |          |          |          |          |          |          |          | 1        | 4        |          |          |          |          |          |          |          | 5                  |
| Rudern                    | Rudern             |          |          |          |          |          |          |          |          |          |          |          |          |          |          |          |          |          |          |          |          |          |          |          |          |          |          |          |          |          | 1        | 3        |          |          |          | 4                  |
| Schießen                  | Schießen           |          |          |          |          |          |          |          |          |          |          | 2        |          | 4        | 3        | 3        | 4        | 2        |          |          |          |          |          |          |          |          |          |          |          |          |          |          |          |          |          | 18                 |
| Segeln                    | Segeln             |          |          |          |          |          |          |          |          |          |          |          |          |          |          |          |          |          |          |          |          |          |          |          |          |          |          |          |          |          |          |          |          |          | 4        | 4                  |
| Tauziehen                 | Tauziehen          |          |          |          |          |          |          |          |          |          |          |          |          |          |          |          |          |          |          |          | 1        |          |          |          |          |          |          |          |          |          |          |          |          |          |          | 1                  |
| Tennis                    | Tennis             |          |          |          |          |          |          | 2        | 2        |          |          |          |          |          |          |          | 1        | 3        |          |          |          |          |          |          |          |          |          |          |          |          |          |          |          |          |          | 8                  |
| Turnen                    | Turnen             |          |          |          |          |          |          |          |          |          |          |          |          |          |          |          |          |          |          |          | 1        |          | 1        | 1        | 1        |          |          |          |          |          |          |          |          |          |          | 4                  |
| Wasser- sport             | Schwimmen          |          |          |          |          |          |          |          |          |          |          |          |          |          |          |          |          |          |          |          |          |          | 2        |          | 3        | 1        | 1        | 2        |          |          |          |          |          |          |          | 9                  |
| Wasser- sport             | Wasserball 1       |          |          |          |          |          |          |          |          |          |          |          |          |          |          |          |          |          |          |          |          |          |          |          |          | 1        |          |          | S/B      |          |          |          |          |          |          | 1                  |
| Wasser- sport             | Wasserspringen     |          |          |          |          |          |          |          |          |          |          |          |          |          |          |          |          |          |          |          |          | 1        |          | 1        |          | 1        |          | 1        |          |          |          |          |          |          |          | 4                  |
| Schlussfeier              |                    |          |          |          |          |          |          |          |          |          |          |          |          |          |          |          |          |          |          |          |          |          |          |          |          |          |          |          |          |          |          |          |          |          |          |                    |
| Demonstrationswettbewerbe |                    |          |          |          |          |          |          |          |          |          |          |          |          |          |          |          |          |          |          |          |          |          |          |          |          |          |          |          |          |          |          |          |          |          |          |                    |
| Baseball                  |                    |          |          |          |          |          |          |          |          |          |          |          |          |          |          |          |          |          |          |          |          |          |          |          |          |          |          |          |          |          |          |          |          |          |          |                    |
| Glíma                     |                    |          |          |          |          |          |          |          |          |          |          |          |          |          |          |          |          |          |          |          |          |          |          |          |          |          |          |          |          |          |          |          |          |          |          |                    |
| Entscheidungen            | Entscheidungen     |          |          |          |          |          |          | 2        | 2        |          |          | 2        |          | 4        | 3        | 3        | 6        | 5        |          | 4        | 7        | 3        | 7        | 6        | 8        | 8        | 5        | 14       | 1        | 3        | 2        | 3        |          |          | 4        | 102                |
|                           |                    | So. 5.   | Mo. 6.   | Di. 7.   | Mi. 8.   | Do. 9.   | Fr. 10.  | Sa. 11.  | So. 12.  | ...      | Fr. 28.  | Sa. 29.  | So. 30.  | Mo. 1.   | Di. 2.   | Mi. 3.   | Do. 4.   | Fr. 5.   | Sa. 6.   | So. 7.   | Mo. 8.   | Di. 9.   | Mi. 10.  | Do. 11.  | Fr. 12.  | Sa. 13.  | So. 14.  | Mo. 15.  | Di. 16.  | Mi. 17.  | Do. 18.  | Fr. 19.  | Sa. 20.  | So. 21.  | Mo. 22.  |                    |
| Mai                       | Mai                | Mai      | Mai      | Mai      | Mai      | Mai      | Mai      | Mai      | Juni     | Juni     | Juni     | Juli     | Juli     | Juli     | Juli     | Juli     | Juli     | Juli     | Juli     | Juli     | Juli     | Juli     | Juli     | Juli     | Juli     | Juli     | Juli     | Juli     | Juli     | Juli     | Juli     | Juli     | Juli     |          |          |                    |

Farblegende

### Kunstwettbewerbe

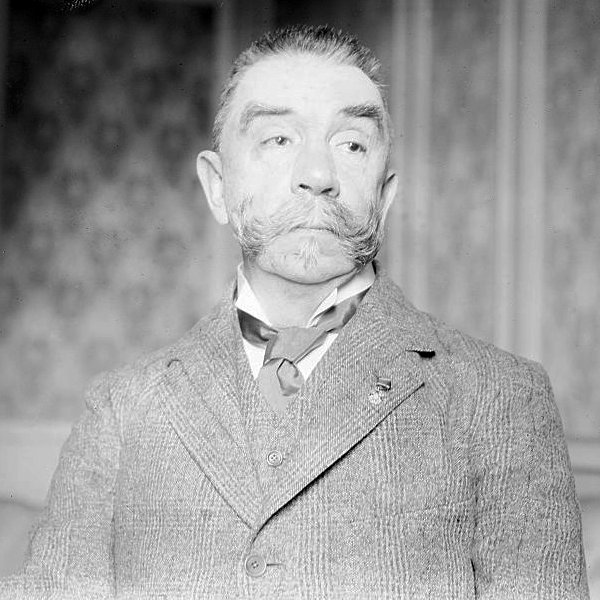
Walter Winans, der bei den Spielen 1912 sowohl im sportlichen als auch im künstlerischen Bereich eine Medaille gewann

Von 1912 bis 1948 wurden bei sieben Olympischen Spielen auch Medaillen für künstlerische Leistungen auf 18 Gebieten vergeben. 1912 gab es folgende prämierte Kunstwettbewerbe: Städtebauliche Entwürfe, Bildhauerkunst/Plastiken, Malerei und Graphik, Literatur/Dichtung jeder Art und Musik (mit den Unterteilungen in Musik jeder Art, Gesangskompositionen, Kompositionen für ein Instrument und Kompositionen für Orchester). Obwohl die schwedischen Organisatoren dieser Idee anfänglich ablehnend gegenüberstanden, lenkten sie schließlich ein. Die Kunst-Goldmedaille in der Literatur (Dichtung jeder Art) wurde den Dichtern Georg Hohrod und M. Eschbach für die „Ode an den Sport“ zugesprochen. Später stellte sich heraus, dass diese Namen Pseudonyme waren. Der wahre Verfasser war Baron Pierre de Coubertin, der Begründer der Olympischen Spiele der Neuzeit.
1912 gewann der in England lebende US-Amerikaner Walter Winans sowohl eine Silbermedaille in der Schießsportdisziplin „Laufender Hirsch (Mannschaft)“ als auch eine Goldmedaille für seine Skulptur „An American Trotter“. Er ist bis jetzt der Einzige, der bei den gleichen Olympischen Spielen sowohl in einem sportlichen wie auch in einem künstlerischen Wettbewerb eine Medaille gewonnen hat.

### Demonstrationssportarten
- Baseball
- Glíma

## Herausragende Sportler
Die jüngste Teilnehmerin, die an den Spielen teilnahm, war die Schwedin Greta Carlsson, die kurz vor Beginn der Spiele ihren vierzehnten Geburtstag feierte und am Schwimmen teilnahm. Der älteste Sportler war der 64-jährige Sportschütze Oscar Swahn, der eine Gold- und eine Bronzemedaille gewann.
| Die erfolgreichsten Teilnehmer | Die erfolgreichsten Teilnehmer | Die erfolgreichsten Teilnehmer | Die erfolgreichsten Teilnehmer | Die erfolgreichsten Teilnehmer | Die erfolgreichsten Teilnehmer | Die erfolgreichsten Teilnehmer | Die erfolgreichsten Teilnehmer |
| Platz                          | Athlet                         | Land                           | Sportart                       | Gold                           | Silber                         | Bronze                         | Gesamt                         |
| ------------------------------ | ------------------------------ | ------------------------------ | ------------------------------ | ------------------------------ | ------------------------------ | ------------------------------ | ------------------------------ |
| 1                              | Vilhelm Carlberg               | SWE                            | Schießen                       | 3                              | 2                              | —                              | 5                              |
| 2                              | Hannes Kolehmainen             | FIN                            | Leichtathletik                 | 3                              | 1                              | —                              | 4                              |
| 3                              | Eric Carlberg                  | SWE                            | Schießen                       | 2                              | 2                              | —                              | 4                              |
| 4                              | Johan Hübner von Holst         | SWE                            | Schießen                       | 2                              | 1                              | 1                              | 4                              |
| 5                              | Åke Lundeberg                  | SWE                            | Schießen                       | 2                              | 1                              | —                              | 3                              |

Der schwedische Sportschütze Vilhelm Carlberg war der erfolgreichste Teilnehmer. Er gewann dreimal Gold (Kleinkaliber 25 m – Verschwindendes Ziel, Kleinkaliber 25 m – Verschwindendes Ziel Mannschaft, Militärrevolver 30 m Mannschaft) und zweimal Silber (Kleinkaliber 50 m – Mannschaft, Pistole 50 m Mannschaft).
Der US-Amerikaner Wa Tho Huck (auch bekannt als Jim Thorpe) gewann überlegen sowohl den Zehnkampf als auch den Fünfkampf. Er musste seine Goldmedaillen allerdings ein Jahr später wieder abgeben, weil er durch die bezahlte Teilnahme an einem Baseballmatch, bei dem er 60 $ verdient hatte, seinen Amateurstatus verloren hatte. Nach seinem Tod (1953) wurden Wa Tho Huck seine Goldmedaillen im Jahre 1982 wieder zugesprochen. Seit dem 15. Juli 2022 wird Wa Tho Huck wieder als alleiniger Goldmedaillengewinner geführt.

## Sonstiges
- Der Marathonläufer Francisco Lázaro war Fahnenträger der portugiesischen Olympiamannschaft. Während des Marathonwettbewerbes fiel er nach 29 Kilometern plötzlich um und starb am anderen Morgen im Krankenhaus. Er hatte seinen Körper zu massiv mit Wachs gegen die Sonne eingerieben und damit seinen Elektrolythaushalt zu sehr aus dem Gleichgewicht gebracht. Lázaro war der erste Sportler, der bei den Olympischen Spielen der Neuzeit verstarb.
- Der Japaner Kanaguri Shisō kam beim Marathon, der bei extremer Hitze stattfand, an einem Haus vorbei, dessen Bewohner ihm anboten, etwas zu trinken und sich kurz auszuruhen. Als er seinen Durst gelöscht hatte und sich niederlegte, schlief er augenblicklich ein, sodass bis zum nächsten Tag niemand wusste, wo er geblieben war. 54 Jahre später wurde er nach Schweden eingeladen und beendete seinen Lauf von der Stelle an, an der er ihn abgebrochen hatte.
- Den fünften Platz im modernen Fünfkampf belegte der spätere US-General George S. Patton.
- Die Goldmedaille im Straßenrennen rund um den Mälarsee gewann der Südafrikaner Rudolph Lewis, der somit der zweite Olympiasieger aus Afrika war.
- Der deutsche Fußballspieler Gottfried Fuchs schoss in einem Spiel zehn Tore und hält damit bis heute den deutschen Rekord.
- Das Team aus den USA reiste an Bord des Ozeandampfers Finland der Red Star Line nach Stockholm.